# デジ絵の文法
デジ絵の文法（でじえのぶんぽう）とは、フジテレビONEで放送されている教養・バラエティ番組である。
2006年6月14日からフジテレビ739から放送開始された。

## 概要
- イラストレーター(主にマンガ系)の、PCを用いたイラスト制作過程を紹介する番組である。
- 第1シリーズ（1～8回）ではテーマごとにイラスト制作の一部を紹介していたが、第2シリーズ（9～15回）からはイラストレーターにイラストを描き下ろしてもらい制作過程のすべてを紹介するようになった。
- 現在（2010年5月）、新シリーズの放送予定はない。
- 2007年6月20日に第1シーズンの内容をまとめたDVDが発売された（PCBC-50881）。
- 2008年5月に特別番組『デジ絵の文法 NEW LAYER』が放送された。

## 放送時間
番組の内容は2週間で変わる。
- 毎週水曜日24:30～25:00
- 毎週金曜日20:03～20:30
- 毎週土曜日10:30～11:00

## スタッフ
- ナレーション：沢木郁也
- オープニングイラスト：福嶋純一
- CG：ハロウィンジャック
- ロケ技術：稲葉達也
- 音響効果：玉井実
- ポストプロダクション：imagedegital
- アシスタントディレクター：甲本将之
- ディレクター：平井正孝
- プロデューサー：村中祐一、田中美奈子、松島宏（フジテレビ）、長嶋大介（フジテレビ）
- 制作協力：AMAZON
- 制作著作：フジテレビ

## 放送内容
公式サイトの「過去のサブタイトル一覧」で、作成されるイラストを見ることができる。
| シーズン | 話数 | サブタイトル                                 | 登場絵師                    | 登場絵師                    |
| -------- | ---- | -------------------------------------------- | --------------------------- | --------------------------- |
| 1        | 1    | 瞳                                           | 闇野ケンジ （萌えの伝道師） | 福嶋純一 （塗りの魔術師）   |
| 1        | 2    | 肌（陰影）                                   | しろ （癒しの絵師）         | シヒラ竜也 （若きカリスマ） |
| 1        | 3    | 絵師okama                                    | okama                       | okama                       |
| 1        | 4    | 髪                                           | 松竜 （萌え絵の匠）         | シヒラ竜也 （若きカリスマ） |
| 1        | 5    | 光                                           | 福嶋純一 （塗りの魔術師）   | 闇野ケンジ （萌えの伝道師） |
| 1        | 6    | 背景                                         | 松竜 （匠のデジ絵師）       | しろ （癒しの絵師）         |
| 1        | 7    | 衣装                                         | 福嶋純一 （塗りの魔術師）   | 闇野ケンジ （萌えの伝道師） |
| 1        | 8    | 線&絵師の隠れた妙技                          | 松竜 （匠のデジ絵師）       | しろ （癒しの絵師）         |
| 2        | 9    | たくま朋正～少女とメカ～                     | たくま朋正                  | たくま朋正                  |
| 2        | 10   | ひぐちのりえ～猫耳魔女～                     | ひぐちのりえ                | ひぐちのりえ                |
| 2        | 11   | すいでんげつ～絵画的デジタル画法～           | すいでんげつ                | すいでんげつ                |
| 2        | 12   | ゆきうさぎ～極上の肌＆メイド服～             | ゆきうさぎ                  | ゆきうさぎ                  |
| 2        | 13   | ゆうとこうた～リアル絵講座～                 | ゆうとこうた                | ゆうとこうた                |
| 2        | 14   | 工藤稜～人造人間ハカイダー                   | 工藤稜                      | 工藤稜                      |
| 2        | 15   | 特別編「COBRA・寺沢武一の制作現場に密着」    | 寺沢武一                    | 寺沢武一                    |
| 3        | 16   | 江草天仁～擬人化たん～                       | 江草天仁                    | 江草天仁                    |
| 3        | 17   | 倉藤倖～新緑少女～                           | 倉藤倖                      | 倉藤倖                      |
| 3        | 18   | 寿志郎～艶髪ビーチバレー美女～               | 寿志郎                      | 寿志郎                      |
| 3        | 19   | 福嶋純一～和風ファンタジー～                 | 福嶋純一                    | 福嶋純一                    |
| 3        | 20   | ひな。～梅雨少女・手書き風～                 | ひな。                      | ひな。                      |
| 3        | 21   | 上田夢人～アニメ・重ね・写真・融合の美学～   | 上田夢人                    | 上田夢人                    |
| 3        | 22   | 風上旬～萌える学園生活～                     | 風上旬                      | 風上旬                      |
| 3        | 23   | 特別編～「光」を極めるテクニック～           | VA                          | VA                          |
| 3        | 24   | さいとうつかさ～夏の終わり・色マジック～     | さいとうつかさ              | さいとうつかさ              |
| 3        | 25   | コザキユースケ～キャラクターデザインの極意～ | コザキユースケ              | コザキユースケ              |
| 特番     | 1    | デジ絵の文法 NEW LAYER ～葉月 京～           | 葉月京                      | 葉月京                      |
| 特番     | 2    | デジ絵の文法 NEW LAYER ～開田裕治～          | 開田裕治                    | 開田裕治                    |
| 特番     | 3    | デジ絵の文法 NEW LAYER ～安倍吉俊～          | 安倍吉俊                    | 安倍吉俊                    |
| 特番     | 4    | デジ絵の文法 NEW LAYER ～兎塚エイジ～        | 兎塚エイジ                  | 兎塚エイジ                  |

1. ↑  第1シーズン最後ということで、通常通り2人の絵師を取り上げた「線」のほかに、「絵師の隠された妙技」と題して第1シーズンに登場した絵師たちの修正テクニックを紹介している。登場絵師は福嶋純一（左右反転の修正法）、okama（色彩の修正法）、闇野ケンジ（線画の修正法）の3人。
2. ↑  第3シーズンに登場した絵師たちの技を紹介。登場絵師は上田夢人、福嶋純一、江草天仁、風上旬、寿志郎の5人。